# 934년

## 연호
- 후당(後唐) 장흥(長興) 5년 / 응순(應順) 원년 / 청태(淸泰) 원년
- 요(遼) 천현(天顯) 9년
- 후백제(後百濟) 정개(政開) 35년
- 일본(日本) 조헤이(承平) 4년
- 남한(南漢) 대유(大有) 7년
- 양오(楊吳) 대화(大和) 6년
- 민(閩) 용계(龍啓) 2년
- 후촉(後蜀) 명덕(明德) 원년

## 기년
- 후당(後唐) 민제(閔帝) 원년 / 말제(末帝) 원년
- 요(遼) 태종(太宗) 8년
- 신라(新羅) 경순왕(景順王) 8년
- 고려(高麗) 태조(太祖) 17년
- 후백제(後百濟) 견훤(甄萱) 정개 43년

## 사건
- 고려, 운주 전투에서 후백제 군을 격퇴함.

## 사망
- 후백제(後百濟) 군사(軍事) 종훈(宗訓)
- 후백제(後百濟) 전의 훈겸(訓謙)
- 후백제(後百濟) 장수(長壽) 상달(尙達)
- 후백제(後百濟) 장수(長壽) 최필(崔弼)
- 후백제(後百濟) 장수(長壽) 용장(勇將)